# Marquesat de Samà
El Marquesat de Samà és un títol nobiliari espanyol, concedit el 16 de maig de 1872, pel rei Amadeu I, a Antoni Samà i Urgellés, propietari i industrial de Vilanova i la Geltrú (Barcelona), nebot del marquès de Marianao i cavaller de l'Ordre d'Isabel la Catòlica.
Antoni Samà i Urgellés, es va dedicar als negocis que la seva família posseïa a Espanya i a Cuba, on va passar uns anys. També es va involucrar en la política local de Vilanova i la Geltrú, la seva ciutat natal, on era propietari de diverses finques i va participar en la creació d'algunes indústries. El 1868, pertanyia al Partit Progressista, i va donar suport a Víctor Balaguer perquè representés a les Corts al districte de Vilanova i la Geltrú durant gairebé totes les legislatures entre 1869 i 1889. Per intercessió de Balaguer, el 16 de maig de 1872, Amadeu I li concedir el marquesat de Samà. El 1878, al constituir-se la societat per a la construcció del ferrocarril de Barcelona a Vilanova, va ser vocal de la Junta.

## Marquesos de Samà
- Antoni Samà i Urgellés (1819-1890), I marquès de Samá[5] i cavaller de l'Ordre d'Isabel la Catòlica. Va contreure matrimoni amb Ramona Torrents i Higuero. El va succeir el seu fill:
- Antoni de Samà i Torrents (- 1904), II marquès de Samà.[6] El va succeir el seu germà:
- Joan de Samà i Torrents (- 1905), III marquès de Samà.[7] El va succeir, per rehabilitació,[8] el 1993,[9] el seu net:
- Carles Xavier de Samà i Genicio, IV marquès de Samà.[10]